# Federazione pallavolistica delle Fær Øer
La Federazione faroense di pallavolo (in danese Flogbóltssamband Føroya, FBF) è un'organizzazione fondata per governare la pratica della pallavolo nelle Fær Øer, con sede nella capitale Tórshavn.
Organizza il campionato maschile e femminile e pone sotto la propria egida la nazionale maschile e femminile.
Ha aderito alla FIVB nel 1978.